# Даргавсская котловина
Дарга́всская котлови́на (также Дарга́вская) или Даргавсское ущелье (осет. Дæргъæвсы ком) — межгорная котловина в горной части Пригородного района Северной Осетии между Скалистым и Боковым хребтами в долине реки Гизельдон (местный гидроним Стырдон «большая река»). В котловине прежде было подпрудное озеро, что объясняет её современный рельеф.

## Общие сведения
Котловина вытянута с северо-запада на юго-восток на 8 км, с севера и запада чётко ограничена Скалистым хребтом (вершины Чижджитыхох и Тбаухох), южная и восточная границы менее явно проходят по Мидаграбинскому и Казбеко-Джимаринскому массивам. Удобный Какадурский перевал соединяет котловину с Куртатинским ущельем. На северо-западе котловины водохранилище Гизельдонской ГЭС.
В котловине расположено село Даргавс (осет. Дӕргъӕвс, 155 жителей) и несколько менее крупных или оставленных селений (Джимара, Какадур, Северный и Южный Ламардон, Северный и Южный Хинцаг, Найфат), входящих в Даргавсское сельское поселение, общим числом жителей около 400 человек. Осетинское население этих населённых пунктов говорит на иронском диалекте осетинского языка (куртатинский сокающий говор), в 2007-8 годах здесь работала лингвистическая экспедиция под руководством А. П. Выдрина (ИЛИ РАН).

## История
В Даргавсской котловине находится несколько важных археологических объектов — это раннесредневековые захоронения Даргавсского катакомбного могильника, обнаруженные в 1993 году, склеповый комплекс «Город мёртвых» и многочисленные захоронения в каменных ящиках. Использование катакомбных и склеповых захоронений в одном районе было отмечено (до обнаружение катакомб в котловине) как необходимое условие выдвинутой Л. Г. Нечаевой гипотезы о развитии склепов центральной части Северного Кавказа из катакомб.
В Даргавсе и его окрестностях сохранились сторожевые и жилые башни, другие памятники осетинской архитектуры.

## Туризм
Даргавсская котловина привлекает туристов, Национальный музей Северной Осетии организует посещения «Города мёртвых». Дальше на юг, в 7 км от Джимары, расположены Мидаграбинские водопады (высота падения воды около 600 м), что позволяет сочетать эти достопримечательности в рамках одной экскурсионной поездки.